# 스타워즈: 클론 전쟁 (영화)
《스타 워즈: 클론 전쟁》(Star Wars: The Clone Wars)는 2008년 미국에서 제작된 공상 과학 판타지 장편 애니메이션이다. 조지 루카스의 총 지휘 아래 애니메이션 《아바타: 아앙의 전설》의 감독이었던 데이브 필로니가 감독을 맡았으며, 음악은 존 윌리엄스가 아닌 케빈 카이너가 맡았다. 배급 역시 전통적으로 스타워즈 컨텐츠들을 배급해오던 20세기 폭스가 아니라 워너 브라더스 사에서 맡았다. 스타워즈 최초로 블루레이로 선보인 스타워즈 작품이기도 하며, 루카스필름의 새로운 계열사인 루카스 애니메이션의 첫 작품이기도 하다.
원래 클론전쟁의 영화판에 해당되는 내용은 다른 클론전쟁 TV 에피소드들과 함께 카툰 네트워크를 통해 처음으로 공개 될 예정이었으나, 2008년 초 루카스가 최초로 제작된 4개의 에피소드를 하나로 묶어 영화관 상영을 하기로 결정함으로써 영화관에 걸리게 되었다. 하지만 TV 판을 거의 그대로 상연한 나머지 질 낮은 음향과 화질, 부적절한 스토리 논란에 휘말리면서 스타워즈 사상 최악의 성적으로 막을 내릴 수 밖에 없었다.

## 줄거리
은하계의 분열! 공화국군과 분리주의 군들이 치열한 전쟁을 벌이고 있는 사이, 자바의 아들인 로타가 의문의 집단에 납치되게되고, 자바는 헛 족의 구역을 통과하는 은하 단축로 통행을 위해 자바와 협상을 벌이던 공화국에 이 사실을 알리고 구출해 줄것을 요청한다. 공화국은 크리스톱시스에서 불리한 전쟁을 벌이고 있던 아나킨과 오비완을 납치 임무에 파견하고자 하여 아나킨 몰래 아나킨의 제자로 내정되어 있던 파다완 아소카를 전장으로 보내 전쟁을 빨리 끝내도록 종용한다. 결국 아나킨과 파다완의 기지로 전쟁을 끝낸 이들은 테스 행성으로 향해 로타를 구출 해 오지만, 이는 두쿠가 이끄는 분리주의자들의 함정이었음이 곧 들어나게 되었다. 설상 가상으로 로타는 고열로 인해 생명이 위협받게 된다. 하지만 이들이 함정에서 빠져 나와서 자바에게 로타를 안전하게 데려다 주는 길은 험난하기만 해 보인다. 과연 이들은 로타를 자바에게 무사히 데려다 주고 공화국에게 우위를 가져다 줄 단축로를 확보할 수 있을까?

## 출연진
| 배우                 | 등장 인물                                       |
| -------------------- | ----------------------------------------------- |
| 맷 랜터              | 아나킨 스카이워커                               |
| 애슐리 엑스타인      | 파다완 아소카 타노                              |
| 제임스 아널드 테일러 | 오비완 케노비 4A-7                              |
| 톰 케인              | 요다 해설 율라렌 제독                           |
| 크리스토퍼 리        | 두쿠 (다스 티라누스)                            |
| 디 브래들리 베이커   | 캡틴(함장) 렉스 커맨더(사령관) 코디 클론 병사들 |
| 새뮤얼 L. 잭슨       | 메이스 윈두                                     |
| 니카 퍼터먼          | 아사즈 벤트리스 TC-70                           |
| 앤서니 대니얼스      | C-3PO                                           |
| 이언 애버크롬비      | 팰퍼틴 의장 (다스 시디어스)                     |
| 태서린 타버          | 파드메 아미달라                                 |
| 코리 버턴            | 로섬 장군 지로 더 헛                            |
| 데이비드 어코드      | 로타 더 헛                                      |
| 케빈 마이클 리처드슨 | 자바 더 헛                                      |
| 매슈 우드            | 그리버스 장군 전투 드로이드들                   |

## 2D 시리즈와의 관계
2003년부터 2005년까지 카툰 네트워크를 통해 방송되었던 2D판 《스타 워즈: 클론 워즈》는 극장판과 2008년 시리즈와는 전혀 스토리적 연관성이 없다. 비록 같은 세계관상 같은 시기의 내용을 다루고 있기는 하지만, 2D 시절 TV 시리즈와 코믹스, 소설 등으로 정립된 대부분의 설정을 새로 갈아 엎고 시작하는 시리즈인데다, 스토리라인이 전혀 다르게 전개되기 때문이다. 루카스측은 2D 시리즈 보다는 조지 루카스가 직접 제작 총괄을 하고 있는 3D 시리즈를 상위 설정으로 인식하고, 이들 작품간의 충돌에 대처하고 있다. 에컨대 2D 시리즈에서 전쟁 막바지에 기사 작위를 받는 아나킨 스카이워커는 극장판을 통해 아소카를 제자로 들이게 되면서 승급 시기가 2년 이상 앞당겨 지게 되었고, 이 설정이 2D 시리즈의 설정을 대체하는 식이다. 하지만, 그럼에도 2D 시리즈의 여러 사건들과 충돌되지 않는 설정들 역시 여전히 공식으로 인정받고 있음은 변함이 없다.

## 같이 보기
- 클론 군대
- 클론 전쟁
- 《스타 워즈: 클론 전쟁 (2D)》(2003년 TV 시리즈)
- 《스타 워즈: 클론 전쟁 (3D)》(2008년 TV 시리즈)

참고 극장판은 스토리 전개 상 2008년 TV 시리즈 시즌2 에피소드 16과 시즌1 에피소드 16 다음에 일어나는 사건이다.